# Slag om Opheusden
De Slag om Opheusden was een veldslag in de Betuwe, waarbij de Wehrmacht een verse divisie Volksgrenadiers inzette als onderdeel van een groter offensief om na afloop van Operatie Market Garden de geallieerden weer uit de Betuwe te verdrijven. Het Duitse opperbevel beschouwde het geallieerde bruggenhoofd (ook bekend als “The Island”) in de Betuwe als een belangrijke dreiging voor een verdere opmars naar Duitsland. Daarom was het belangrijk dat dit bruggenhoofd opgeruimd werd. De hoofdaanval werd uitgevoerd in de oostelijke Betuwe door het II SS Pantserkorps. De 363e Volksgrenadierdivisie zou een aanval vanuit het westen ondernemen rond Opheusden. De net in dit gebied gearriveerde Amerikaanse 101e Luchtlandingsdivisie kon, met Britse steun, dit offensief opvangen en tot staan brengen, waarbij beide zijden stevige verliezen leden. Daarna kwam dit frontgedeelte rond rust tot april 1945.

## Inleiding
Nadat de Duitse aanvallen van het II SS Pantserkorps tot staan waren gebracht, werd ook aan de westelijke kant van The Island een Duitse aanvalsoperatie op touw gezet. Hiervoor stelde Generalfeldmarschall Walter Model, de commandant van Heeresgruppe B, de net opgerichte 363e Volksgrenadierdivisie (hierna te noemen 363e VGD) ter beschikking. Eind september/begin oktober 1944 kwam de divisie aan in Nederland. Hoewel het offensief van het II SS Pantserkorps eigenlijk al tot staan was gekomen, ging de aanval rond Opheusden gewoon door.

## Betrokken Duitse eenheden
- XII SS Korps (SS-Obergruppenführer Curt von Gottberg)
  - 363e Volksgrenadierdivisie (Generalleutnant August Dettling)
    - Grenadier-Regiment 957 (Oberst Waldemar Freiherr von Gall)
      - 1e Bataljon (I./957) (Hauptmann Menke, Hauptmann Rudolf Mascher vanaf 6 oktober 1944)
      - 2e Bataljon (II./957) (Major Huber)

    - Grenadier-Regiment 958 (Major Johann Bruckner, Major Wolfgang Eberlein vanaf 6 oktober 1944)
      - 1e Bataljon (I./958) (Oberleutnant Werner Dicke)
      - 2e Bataljon (II./958) (Major Virnich)

    - Grenadier-Regiment 959 (Major Gerhard Forchhammer)
      - 1e Bataljon (I./959) (?)
      - 2e Bataljon (II./959) (?)

    - Artillerie-Regiment 363 (Oberstleutnant Walther Freund)
      - I. Abteilung uitgerust met 18x FK 40 (7,5 cm)
      - II. Abteilung uitgerust met 12x FK 18/40 (10,5 cm)
      - III. Abteilung uitgerust met 12x FK 18/40 (10,5 cm)
      - IV. Abteilung uitgerust met 12x sFH 18 (15 cm)

## Betrokken geallieerde eenheden
- 30e Legerkorps (Lieutenant-General Brian Horrocks)
  - 43e (Wessex) Infanteriedivisie (Major-General Ivor Thomas) 
    - 214e Infanteriebrigade (Brigadier Hubert Essame)
      - 5e Bataljon, Duke of Cornwall’s Light Infantry (hierna afgekort tot 5th DCLI)(Lieutenant-Colonel George Taylor), toegevoegd t/m 6 oktober 1944

  - 101e Luchtlandingsdivisie (Major General Maxwell Taylor)
    - 506e Regimental Combat Team (RCT) (Colonel Robert Sink)
      - 1e Bataljon (Lieutenant-Colonel James L. LaPrade)
      - 2e Bataljon (Lieutenant-Colonel Robert Strayer)
      - 3e Bataljon (Major Oliver M. Horton †, Captain Robert F. Harwick (tijdelijk), Lieutenant-Colonel Lloyd E. Patch)

    - 327th Glider Infantry Regiment (Colonel Joseph H. Harper)
      - 1e Bataljon (Lieutenant-Colonel Hartford T. Sallee)
      - 2e Bataljon (Lieutenant-Colonel Thomas J. Rouzie)
      - 3e Bataljon (Lieutenant-Colonel Roy C. Allen)

 Opmerkingen:  

- Major Horton was KIA op 5 oktober 1944
- Het 3e Bataljon, 327th Glider Infantry Regiment was eigenlijk het 1e Bataljon, 401st Glider Infantry Regiment

## Troepenopbouw

### Duitsers
De 363e VGD lag nog in oprichting op Oefenterrein Wildflecken/Röhn en kreeg op 26 september 1944 bevel op transport te gaan. Tussen 29 september en 3 oktober 1944 kwam de divisie per trein aan in Nederland op verschillende stations tussen Arnhem en Amersfoort. Onderweg waren al verliezen in manschappen en materieel geleden door geallieerde luchtaanvallen. Op 2 oktober 1944 vielen acht Hawker Typhoons van het No. 439 RCAF Westmount Squadron de spoorbrug bij Rhenen aan met 1000 pond bommen en beschadigden deze. Twee uur later kwamen negen Typhoons terug en deze keer was het echt raak: de zuidelijke overspanning stortte in. Deze oversteek was door de Duitsers niet meer te gebruiken en nu moesten (veer)boten alles voor hun rekening nemen. De Grenadierregimenten werden per veerpont over de Rijn bij Rhenen gezet en verzamelden zich westelijk van Ochten en Kesteren (de laatsten pas op 3 oktober om 23.00 uur). Het artillerieregiment (AR.363) zette zijn hoofdkwartier op in Lienden, maar de kanonnen stonden opgesteld op de noordoever van de Nederrijn rond Rhenen. Alleen IV./AR.363 was nog niet aanwezig en arriveerde pas op 10 oktober. Divisiehoofdkwartier lag in Rhenen (en vanaf 4 oktober in Kesteren).

### Geallieerden
Het westelijk deel van The Island werd verdedigd door de Britse 214e Infanteriebrigade van de 43e Wessex Infanteriedivisie. Na twee weken op The Island zou deze divisie nu worden vervangen door de Amerikaanse 101e Luchtlandingsdivisie. Op 2 oktober 1944 kreeg het Amerikaanse 506e RCT bevel zich te verplaatsen van Uden naar Nijmegen en de volgende dag het vervangen van de 214e Infanteriebrigade in de frontlijn. Dit laatste was afgesloten om 21.00 uur op 3 oktober. Het 1e Bataljon was in reserve rond het station Zetten-Andelst, het 2e Bataljon lag langs de zuidoever van de Nederrijn van Opheusden tot Heteren en ten slotte het 3e bataljon lag langs de oostelijke zijde van Opheusden (met alleen I-compagnie ten zuiden van de spoorlijn). Aangezien de Amerikanen over weinig zware wapens beschikten, bleven enkele Britse eenheden ter versterking. Het 5th DCLI bleef in reserve achter. En verder was er steun in de vorm van de tanks van A-Squadron 4th/7th Dragoon Guards (A-4/7 DG) en van de Royal Scots Greys (ook vanaf 4oktober op The Island). Ook de artillerie van het Britse 179th Field Regiment Royal Artillery bleven beschikbaar voor vuursteun (naast de eigen Amerikaanse artillerie van het 321e Glider Field Artillery Battallion).

## Het Duitse offensief

### Dag 1: 4 oktober 1944
De 363e VGD startte zijn offensief op 4 oktober. Om 05.00 uur startte een 15 minuten durende artilleriebeschieting en daarna rukten GR.958 links en GR.959 rechts op. Het GR.957 bleef in reserve. Rond het middaguur is het doel, het bereiken van de oostrand van Kesteren rond het station, bereikt. Verliezen zijn gering. De Amerikanen van het 3e bataljon, 506e RCT (3/506) hebben nauwelijks iets bemerkt, alleen de gehele dag wat artillerievuur.

### Dag 2: 5 oktober 1944
De twee Duitse regimenten hervatten om 05.00 uur, na een korte artilleriebeschieting, de opmars in oostelijke richting. Gemeld werd dat de tegenstand toenam, wat logisch was, aangezien deDuitsers nu ook werkelijk het 3/506 tegenkwamen. Tegen 08.00 kreeg het reservebataljon, 1/506, de opdracht naar voren te komen. Toch werd de opmars voortgezet en in de middag werd het doel, een positie halfweg tussen Kesteren en Opheusden, bereikt. De commandant van 3/506, Major Horton, sneuvelde deze dag. I-compagnie werd rond 10.00 uur stevig aangepakt door de Duitse aanvallers. Geallieerde artillerie werd toenemend ingezet en ook A-4/7 DG werd naar voren gehaald. Ook het 5th DCLI werd om 4.30 uur officieel toegevoegd aan het 506e RCT. De Duitsers melden ook voor de tweede dag op rij dat er ook gevechten plaatsvonden met de Britse 130e Brigade, maar dat is vreemd, want die was al weg. Tegen de avond verplaatst 3/506 zich volledig naar de zuidzijde van de spoorlijn en de noordzijde werd ingenomen door 1/506.

### Dag 3: 6 oktober 1944
In de nacht hadden de Duitsers het station Opheusden ingenomen en ’s ochtends vroeg trokken twee bataljons op langs de spoorlijn. Dat waren I./957 ten noorden en II./958 ten zuiden van de spoorlijn. Intussen hadden de Amerikanen (grotendeels G-compagnie) opdracht gekregen om het station te heroveren en beide strijdmachten kwamen elkaar tegen in  hun opmars. De Duitsers kwamen niet ver, maar de Amerikanen werden teruggedreven. En 1/506 werd werkelijk teruggedreven door de Duitsers richting de oostelijke rand van Opheusden. Daarop beval Colonel Sink een tegenaanval. De aanvals-as was de oost-west lopende hoofdstraat in Opheusden, met 1/506 ten noorden en 5th DCLI ten zuiden van deze weg. Doel was de Duitsers Opheusden weer te ontzeggen. Om 13.45 uur startte de aanval na 15 min artilleriebeschietingen. Deze eerste aanval werd al redelijk snel door de volksgrenadiers gestopt, ten koste van stevige geallieerde verliezen. Rond 16.00 uur kwam de vervolgaanval. Na ongeveer 300 meter stopte de aanval, voornamelijk wegens zwaar Duits artillerie- en mortiervuur en ammunitietekort van de Amerikanen en de geallieerden moesten daarop deels terugkeren en consolideren. Het heroveren van Opheusden was duidelijk gestopt. De molen van Opheusden puilde uit van de geallieerde gewonden. Vervolgens werd het bataljon 3/327 ter beschikking gesteld aan het 506e RCT. Om te voorkomen dat dit bataljon er tussen “gepropt” zou moeten worden, nam 3/327 een linie in 1200 meter naar het oosten en vervolgens trokken na inval van de duisternis 1/506 en 5th DCLI terug achter deze lijn, daarbij Opheusden aan de Duitsers latend. Pas op deze dag kwamen de Duitsers erachter dat ze voornamelijk tegen Amerikanen vochten (o.a. door krijgsgevangenen). Gedurende de dag waren tanks van de Royal Scots Greys ook in actie bij Opheusden om het 5th DCLI te helpen een tegenaanval af te weren en om 1/506 te helpen in gevechten rond het station. Het 5th DCLI werd vervolgens teruggetrokken. Het bataljon had 70 man verliezen geleden, waaronder 19 gesneuvelden.

### Dag 4: 7 oktober 1944
II./958 startte om 05.00 uur een aanval langs de spoorlijn, met als uiteindelijk doel Zetten in te nemen. Het bataljon verraste een peloton van 3/506 en rukte zo’n 800 meter op en stak vervolgens de spoorlijn over. Daar kwamen ze echter terecht in het rustgebied waar 1/506 lag en deze kwamen meteen in actie. De onervaren grenadiers van compagnie 7./958 werden volledig vernietigd en de rest van het bataljon II./958 verging niet veel anders. Major Virnich raakte zwaargewond. De Amerikanen maakten 155 gevangenen en de rest van II./958 werd gedood. Slechts een klein groepje (zo’n 60-80 man) gewonde grenadiers kon ontsnappen en bereikten de eigen linies. De Amerikanen hadden een volledig Duits bataljon vernietigd, waarbij 1/506 slechts twee doden en vijf gewonden verloor. Rond 21.30 uur werd het 3/506 ten slotte afgelost door 1/327. Daarmee was de volledige frontlijn voor Opheusden nu overgenomen door het 327th Glider Infantry Regiment.

### Dag 5: 8 oktober 1944
Nu kreeg GR.959 de opdracht aan te vallen en de buurtschap het Zand (noordelijk van Dodewaard) in te nemen. Een deelopdracht was uit te vinden waar II./958 zich bevond. Duidelijk was dat de Duitsers in het ongewisse waren over de ware toedracht rond dit bataljon. De aanval kwam in het ochtendgloren goed vooruit, maar werd dan tot staan gebracht door sterk geallieerd artillerievuur op ongeveer een kilometer voor het doel. Ook de overige delen van de 363e VGD lagen onder sterk artillerievuur gedurende de gehele dag. De bevelhebber van het 1e Parachutistenleger, Generaloberst Kurt Student, bezocht deze dag de divisie en gaf vervolgens opdracht om alle aanvallen te staken. Het plan om de geallieerden tussen de Rijn en de Waal te verdrijven was met de voorhanden zijnde krachten niet mogelijk. Wel claimde de 363e VGD dat ze “de vijand 6 km teruggedrongen hadden”, maar dat was rekenend vanaf de startlijn van het offensief. Wel bleef Opheusden in Duitse handen.

### Dag 6: 9 oktober 1944
Toch volgden nog enkele dagen Duitse aanvallen. Op deze dag begon de Duitse artillerie in hoger tempo te vuren aan het eind van de middag en vanaf 17.45 uur vielen het Festungs-Infanterie-Bataillon 1409 en de twee bataljons van GR.959 aan. De mannen van het 327th GIR konden met grote moeite standhouden, maar dat lukte dankzij sterke artillerieondersteuning. De Duitse hoofdaanval werd afgeslagen tegen donker worden, maar tot ver in de nacht bleven groepjes het proberen.

### Verder verloop
Op 10 oktober deden de Duitsers slechts lichte pogingen met kleine groepjes en patrouilles, zonder resultaat. Op 11 oktober volgde een aanval ter grootte van twee compagnieën en op de 12e bleef het redelijk rustig. Op de 13e werd de noordelijke Amerikaanse flank weer aangevallen en loste het 2e bataljon van het 502e PIR die nacht het 2/327 af en dit bataljon loste op zijn beurt weer 3/327 af, en trok daarbij van het zuidelijke naar het noordelijke deel van de frontlijn. De Duitse aanval van de 14e ter sterkte van drie compagnieën was weer tegen de noordelijke flank gericht, zo rond 16.30 uur, en kon weer afgeweerd worden met zware Duitse verliezen. Op de 15e lanceerden de Duitsers weer een aanval op compagnies-sterkte op de noordelijke flank, deze keer gesteund door zes tanks. De aanval werd afgeslagen met verlies van drie tanks.
De 363e VGD was nu echt opgebrand en trok zich zo’n twee kilometer terug tot een lijn tussen Kesteren en Opheusden. Beide partijen beperkten zich vervolgens tot het patrouilleren in het niemandsland dat aldus gevormd was.

### Nasleep
De 363e VGD ging over tot het defensief. Het GR.959 nam stelling langs de Waal rond Ochten, het GR.958 langs Waal tot De Tempel en vanaf daar richting spoorlijn en ten slotte GR.957 voor Opheusden. En het divisiehoofdkwartier verplaatste zich al op 10 oktober van Kesteren naar Ede. Aan geallieerde zijde bleef het 327th Glider Infantry Regiment verantwoordelijk voor deze frontsector. 

## Raadsel van de Duitse tanks
In de berichtgeving van geallieerde zijde wordt zeer regelmatig de inzet aan Duitse zijde van tanks en/of Sturmgeschützen gemeld. Er zijn meldingen van een Tiger, van “tientallen” tanks etc. etc.

De 363e Volksgrenadierdivisie beschikte echter niet over dit soort gepantserde voertuigen. De divisie verkreeg pas op 18 oktober 1944 haar Jagdpanzer-Kompanie met 12x Jagdpanzer 38(t) (Hetzer). .

Op 4 oktober werd 1./AA 9 (1e compagnie van Aufkärungs Abteilung 9 = verkenningsbataljon van de 9e Pantserdivisie) via Arnhem naar Lienden overgebracht, om bij de 363e VGD ingezet te worden. AA 9 beschikte over ofwel PzKw II ofwel Luchs tanks..

Een foto van een vernielde Pzkw II op de Dalwagenseweg in Opheusden is bekend en ook  een foto van dezelfde tank (ook torennummer 121), maar later genomen (het 20 mm kanon mist nu) en op een andere locatie (lijkt een rivierbedding) zijn niet met zekerheid naar Opheusden te herleiden.

## Verliezen
De 363e Volksgrenadierdivisie verloor in haar tijd in Nederland (inclusief inzet in Brabant) 53 officieren en 1500 man, waarvan 200 vermisten.
Aan geallieerde zijde zijn er slechts fragmenten van verliezen. Alleen als het 506e RCT leed de volgende verliezen: op 5 oktober 6 officieren en 86 manschappen, op 6 oktober resp. 11 en 91 en op 7 oktober resp. en 95. Het 5th DCLI had op 6 oktober 70 man verliezen geleden, waaronder 19 gesneuvelden.